# 夕刊信州
夕刊信州（ゆうかんしんしゅう）は、1946年6月16日から1949年12月26日まで長野県で刊行されていた夕刊専売紙。発行元は長野県長野市にあった夕刊信州新聞社だが、同社は信濃毎日新聞が夕刊紙を復活させるために設立した関連会社で、実態は信濃毎日新聞の独立夕刊紙であった。

## 概要
信濃毎日新聞は1922年（大正11年）から現在のセット版・統合版2パターン発行体制移行により夕刊の発行を開始したが、太平洋戦争が激化した頃新聞用紙が逼迫したため統合版のみとなり夕刊の発行が停止。そのまま1945年8月15日の終戦を迎える。戦後も逼迫していたのは相変わらずだったがGHQの方針により用紙割り当てによる新聞の創刊が奨励されていたので別会社を作って夕刊を復活することとしたのである。その結果創刊されたのが当紙で社長などの重役は信濃毎日新聞から派遣されていた。
戦後間もない頃の創刊であったから2ページのブランケット版新聞であった。しかし時折用紙不足に陥ることもありその際はタブロイド版発行となっていた。

## 後身「夕刊信濃毎日新聞→夕刊信毎」
1949年12月27日から「夕刊信濃毎日新聞」（1951年頃「夕刊信毎」と改称）と改題する。これは信濃毎日新聞が夕刊信州新聞社を吸収合併したためだが体裁は夕刊信州時代と同じ独立夕刊であった。この頃から朝鮮戦争による特需景気により新聞用紙にも余裕が出て来た。このため信濃毎日新聞は1952年9月1日からセット版・統合版2パターン体制の復活。いわゆる統合夕刊を復活することにした。その結果、前日の8月31日をもって独立夕刊は廃刊される事となった。